# Натан Ло
Натан Ло або Натан Ло Кван-Чун (кит.: 羅冠聰, нар. 13 липня 1993, Шеньчжень, Ґуандун, Китайська Народна Республіка) — студентський активіст і політик у Гонконзі. Голова політичної партії Demosistō.
У минулому президент Спілки студентів Університету Лінгнана та генеральний секретар Федерації студентів Гонконгу. Був одним із студентських лідерів під час 79-денної Революції парасольок 2014 року.
4 вересня 2016 року, у віці 23 років, Ло здобув перемогу в межах одномандатного виборчого округу «Острів Гонконг», ставши наймолодшим депутатом в історії Законодавчої ради Гонконгу.

## Біографія
Натан Ло народився 13 липня 1993 року в Шеньчжені, провінція Гуандун, Китай. Його батько був з Гонконгу, а мати — з материкового Китаю. Він переїхав до Гонконгу зі своєю матір'ю для возз'єднання сім'ї, коли йому було шість років. Здобув загальну освіту в середній школі Вон Чу Бао, і наразі є студентом бакалаврату в Університеті Лінгнана, факультет культурології.

### Студентська діяльність
Ло активно займався студентською діяльністю та взяв участь у акції протесту докерів 2013 року в Гонконзі. Пізніше він очолив представницьку раду Спілки студентів Університету Лінгнана та був членом комітету Гонконгської федерації студентів. Згодом він також став президентом Студентського союзу Університету Лінгнана.
Під час Революції парасольок він був студентським лідером і одним із п'яти представників, що вели бесіду у телевізійних відкритих дебатах з представниками уряду, серед яких були тодішні головний секретар адміністрації Керрі Лам, генеральний секретар Гонконгської федерації студентів Алекс Чоу, віце-секретар Лестер Шум тощо.
Він також був одним з трьох студентських лідерів акції «Occupy», учасникам якої скасували дозволи на в'їзд до КНР. Після протестів він був арештований разом з іншими студентськими лідерами.

### Депутат Законодавчої ради та дискваліфікація
У квітні 2016 року Ло та інші лідери Революції парасольок, включаючи Джошуа Вонга, утворили нову політичну партію Demosistō, діяльність якої спрямована на боротьбу за право на самовизначення людей Гонконгу після завершення дії принципу «Одна країна, дві системи» у 2047 році. Тоді ж Натан був призначений головою партії.
Ло здобув перемогу на одномандатному виборчому окрузі та був образний депутатом Законодавчої ради, отримавши 50 818 голосів. Після перемоги Ло заявив, що «люди голосують за новий шлях та нове майбутнє для демократичного руху». У свої 23 роки він став наймолодшим депутатом в історії Законодавчої ради Гонконгу.
На першому засіданні нового складу Законодавчої ради, Ло та інші демократичні лідери використали присягу як платформу для протесту. Він заявив, що церемонія присяги вже стала «політичним інструментом» режиму, а потім зачитав цитату Магатма Ґанді: «Ви можете зв'язати мене, ви можете катувати мене, ви можете навіть знищити це тіло, але ви ніколи не ув'язните моїх думок». Промовляючи клятву, Ло приглушив інтонацію на слові «國» що означає «Спеціальний адміністративний район Китайської Народної Республіки».
7 листопада 2016 р. постійний комітет Всекитайських зборів народних представників розтлумачив статтю 104 Основного закону Гонконгу, який стандартизував манери під час складання присяги депутатами Законодавчої ради. У результаті цього Натан Ло та п'ять інших депутатів були дискваліфіковані з лав Законодавчої ради за рішенням суду у липні 2017 року.

### Ув'язнення
17 серпня 2017 року апеляційний суд Гонконгу виніс рішення щодо Натана, згідно з яким активіст має бути позбавленим волі строком на 8 місяців, разом з іншими демократичними лідерами, такими як Джошуа Вонг та Алекс Чоу. Обвинувальний вирок викликав обурення світової політичної та правозахисної спільноти. Міжнародна організація Human Rights Watch заявила, що ці політичні переслідування є грубим порушенням демократичних принципів та прав людини.

## Хобі
Натан є великим шанувальником футболу. Розводить котів.